# François Vincentelli

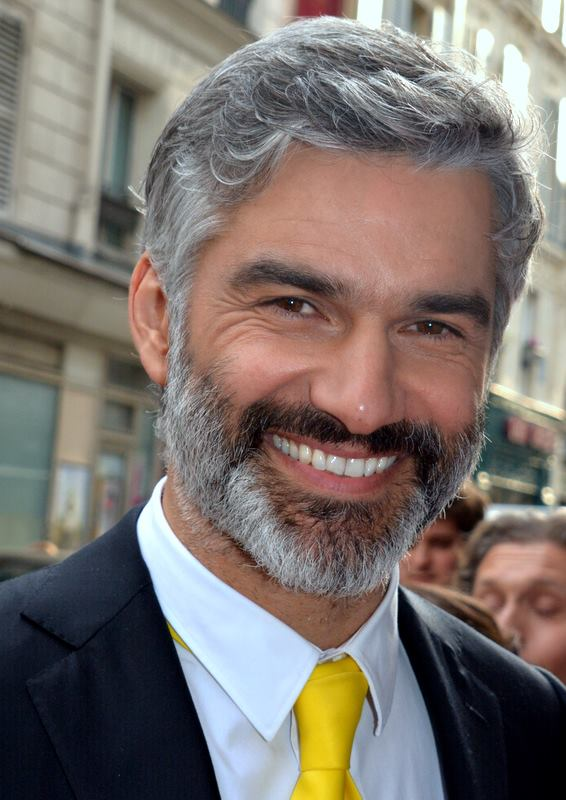
François Vincentelli 2015

François Vincentelli (* 3. Juli 1971 in Brüssel) ist ein belgischer Theater- und Filmschauspieler mit korsischen Wurzeln.

## Leben
François Vincentelli sammelte bereits im Schultheater erste Erfahrungen als Schauspieler. Am Brüsseler Institut National Supérieur des Arts du spectacle (INSAS) ließ er sich anschließend zum Schauspieler ausbilden. In Gérard Corbiaus belgischem Filmdrama Das Jahr des Erwachens gab Vincentelli 1991 sein Leinwanddebüt. Doch erst 1998 war er in der Literaturverfilmung Schule des Begehrens neben Isabelle Huppert erneut in einem Kinofilm zu sehen. Nunmehr in Frankreich tätig, spielte er 2001 an der Seite von Sabine Azéma und André Dussollier in der Filmkomödie Tanguy – Der Nesthocker.
In der sechsteiligen Fernsehserie Frank Riva kam er von 2003 bis 2004 neben Alain Delon und Sophie von Kessel zum Einsatz. Danach wirkte er in weiteren Serien mit, so auch als Teil der neuen Besetzung in der zweiten Staffel von Clara Sheller – Verliebt in Paris (2008). Von 2008 bis 2015 hatte er zudem die männliche Hauptrolle des Roy Lapoutre in 30 Folgen der Comedy-Serie Hard inne, in der eine junge Frau von ihrem verstorbenen Mann eine Produktionsfirma für Pornofilme erbt und wieder auf Vordermann bringen muss.

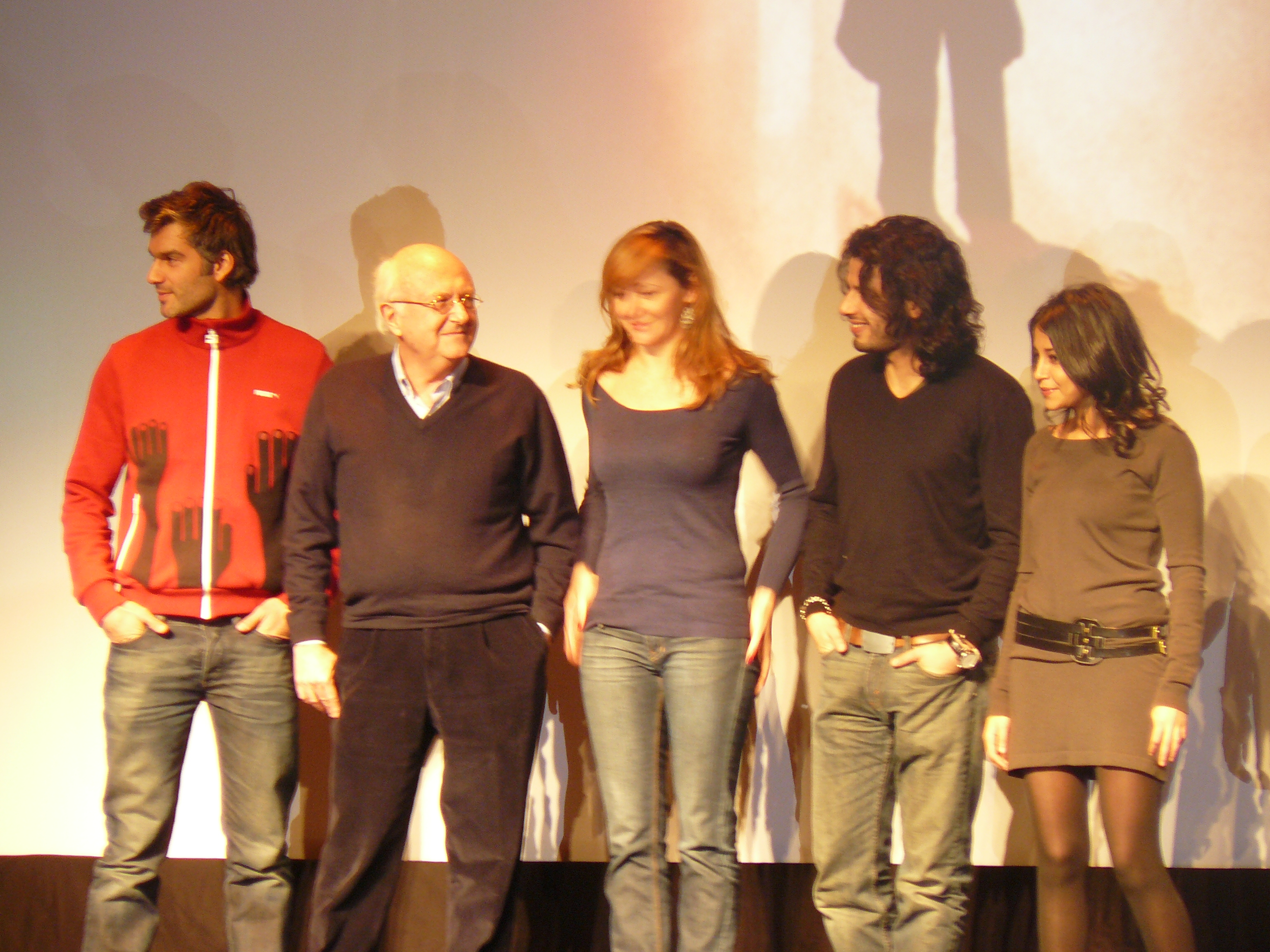
Vincentelli (links) als Jury-Mitglied beim Festival International du Film Fantastique de Gérardmer 2009

In den Liebeskomödien Auf der anderen Seite des Bettes (2008) sowie Und nebenbei das große Glück (2012) spielte Vincentelli den Arbeitskollegen bzw. Ex-Ehemann von Sophie Marceau. In Florian Henckel von Donnersmarcks US-Thriller The Tourist (2010) mit Johnny Depp und Angelina Jolie war er als französischer Geheimagent zu sehen. In dem Actionfilm Wild Card (2015) mit Jason Statham kam er in einer Nebenrolle erneut in einer US-Produktion zum Einsatz. 2016 folgte ein Auftritt in der Actionkomödie Die Super-Cops – Allzeit verrückt! unter der Regie von Dany Boon, der auch die Hauptrolle übernahm. In der Tragikomödie Die schönste Zeit unseres Lebens (2019) mit Daniel Auteuil und Fanny Ardant spielte Vincentelli in einer Nebenrolle den angeblichen Ehemann von Doria Tillier.
Im Laufe der Jahre war Vincentelli auch als Theaterschauspieler aktiv. Im Herbst 2013 stand er zusammen mit Mathilde Seigner und François Berléand auf der Bühne des Théâtre Edouard VII in Paris. Für seine Vorstellung in dem Bühnenstück Le Canard à l’orange, einer französischen Adaption der Komödie The Secretary Bird (1967) von William Douglas Home, erhielt Vincentelli 2019 den renommierten französischen Theaterpreis Molière in der Kategorie Bester Nebendarsteller. 2018 schlüpfte er zudem noch einmal in die Rolle des Pornostars Roy Lapoutre für eine adaptierte Bühnenfassung der Serie Hard im Théâtre de la Renaissance.
François Vincentelli war verheiratet und ist Vater von Zwillingen (* ca. 2000). Nach einer langjährigen Beziehung mit der Schauspielerin Mylène Jampanoï ist er seit 2015 mit der Schauspielerin und Tänzerin Alice Dufour (* 1987) liiert, die er am Set der Fernsehserie Hard kennenlernte und mit der er in Le Canard à l’orange gemeinsam auf der Bühne stand. Er lebt am Montmartre in Paris, wo er mit seinem Freund, dem Schauspieler Olivier Sitruk, eine Kunstgalerie betreibt.

## Filmografie (Auswahl)
- 1991: Das Jahr des Erwachens (L’année de l’éveil)
- 1992: Maigret (TV-Serie, eine Folge)
- 1998: Schule des Begehrens (L’école de la chair)
- 1999: Une femme d’honneur (TV-Serie, eine Folge)
- 2000: Six-Pack – Jäger des Schlächters (Six-Pack)
- 2001: Tanguy – Der Nesthocker (Tanguy)
- 2002: Romance sans paroles (TV-Film)
- 2003–2004: Frank Riva (TV-Serie, sechs Folgen)
- 2004: La Confiance règne
- 2005: Bunker paradise
- 2006: Mr. Average – Der Mann für alle Fälle (Comme tout le monde)
- 2006: Fête de famille (TV-Serie, sechs Folgen)
- 2006: Kommissar Navarro (Navarro) (TV-Serie, eine Folge)
- 2007: Das Geheimnis der Pyramide (Agathe contre Agathe) (TV-Film)
- 2007: Mystère (TV-Miniserie)
- 2007: Suspectes (TV-Serie, sieben Folgen)
- 2008: Versailles, le rêve d’un roi (TV-Dokumentation)
- 2008: Clara Sheller – Verliebt in Paris (Clara Sheller) (TV-Serie, sechs Folgen)
- 2008: Auf der anderen Seite des Bettes (De l’autre côté du lit)
- 2008–2015: Hard (TV-Serie, 30 Folgen)
- 2010: Nuit bleue
- 2010: The Tourist
- 2011: Der Aufsteiger (L’exercice de l’état)
- 2011: Das Haus auf Korsika (Au cul du loup)
- 2011: Bienvenue à bord
- 2012: 30° couleur
- 2012: Und nebenbei das große Glück (Un bonheur n’arrive jamais seul)
- 2014: Tu es si jolie ce soir
- 2014: Des roses en hiver (TV-Film)
- 2014–2017: Marjorie (TV-Serie, fünf Folgen)
- 2015: Wild Card
- 2016: Mein Engel (Mon ange)
- 2016: Die Super-Cops – Allzeit verrückt! (Raid dingue)
- 2017–2018: Ich liebe euch! (J’ai 2 amours) (TV-Miniserie)
- 2017–2018: Les Chamois (TV-Serie, acht Folgen)
- 2018–2019: Philharmonia  (TV-Serie, sechs Folgen)
- 2019: Die schönste Zeit unseres Lebens (La belle époque)
- 2019: Double je (TV-Serie, acht Folgen)
- 2019–2020: Faites des gosses (TV-Serie, fünf Folgen)
- 2021: Villa Caprice
- 2021: Liés pour la vie (TV-Film)
- 2021: Meurtres à Porquerolles (TV-Film)

## Theaterauftritte (Auswahl)
- 1993: Verlorene Liebesmüh (Love’s Labour’s Lost) von William Shakespeare – Regie: P. Sireuil
- 1993: Antigone von Jean Anouilh – Regie: Frauke Furtman
- 1994: Die Mutter von Bertolt Brecht – Regie: Jacques Delcuvellerie
- 1995: Übergewicht, unwichtig von Werner Schwab – Regie: Michel Dezoteux
- 1996: Perikles, Prinz von Tyrus (Pericles, Prince of Tyre) von William Shakespeare – Regie: Michel Dezoteux
- 1997: Château en Suède von Françoise Sagan – Regie: Annick Blancheteau, Théâtre Saint-Georges
- 2001: Le Nouveau Testament von Sacha Guitry – Regie: Bernard Murat, Théâtre des Variétés
- 2011–2013: Quadrille von Sacha Guitry – Regie: Bernard Murat, Théâtre Edouard VII, Tournee
- 2012: Der Gefoppte (Le Dindon) von Georges Feydeau – Regie: Bernard Murat, Théâtre Edouard VII
- 2013–2014: Eine ungewöhnliche Frau (Nina) von André Roussin – Regie: Bernard Murat, Théâtre Edouard VII, Tournee
- 2018–2020: Le Canard à l’orange von William Douglas Home – Regie: Nicolas Briancon, Festival d’Anjou, Théâtre de la Michodière, Tournee
- 2018: Hard von Bruno Gaccio – Regie: Nicolas Briancon, Théâtre de la Renaissance

## Auszeichnungen
- 2019: Molière in der Kategorie Bester Nebendarsteller für Le Canard à l’orange